# Deutsches Staatstheater Temeswar

Das Gebäude des Franz-Joseph-Theaters Temeswar um 1900

Das heutige Theatergebäude (seit dem Umbau von 1923) beherbergt seit 1953 im rechten Flügel das Deutsche Staatstheater

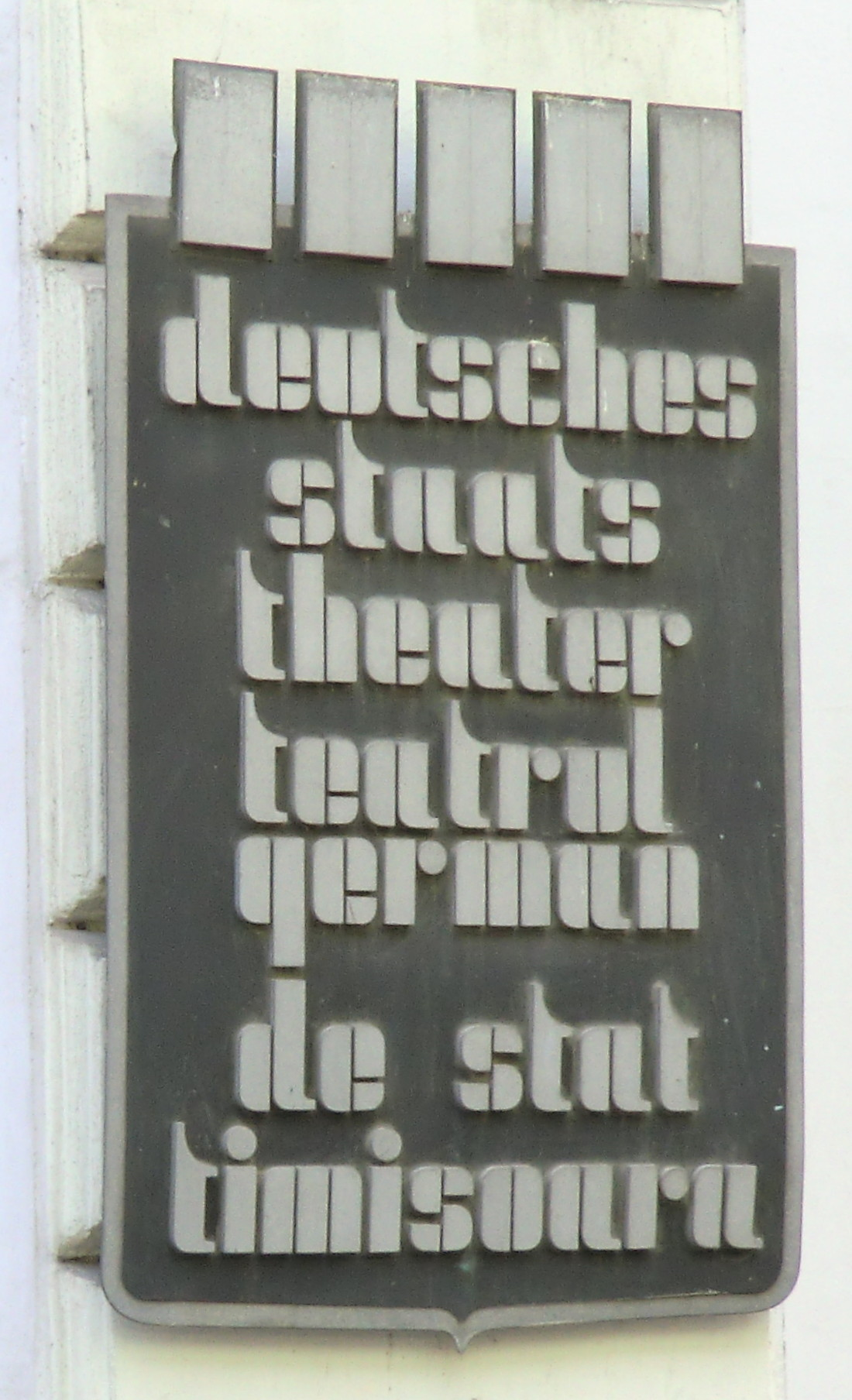
Schild am Eingang des Deutschen Staatstheaters Temeswar

Das Deutsche Staatstheater Temeswar (DSTT) ist ein öffentlich bezuschusstes deutschsprachiges Berufsensemble in Timișoara (deutsch Temeswar), der Hauptstadt des Kreises Timiș im Westen Rumäniens, wo deutschsprachiges Theater erstmals 1753 urkundlich erwähnt wurde. Das neue Theater wurde 1875 eröffnet, 1899 aber infolge der zunehmenden Magyarisierung im damaligen Königreich Ungarn wieder geschlossen. Am 27. Juni 1953 fand die feierliche Wiedereröffnung des Deutschen Staatstheaters Temeswar (DSTT) statt. Das deutsche Staatstheater befindet sich im rechten Flügel des Nationaltheater- und Operngebäudes mit Eingang von der Strada Alba Iulia. Es verfügt über einen Theatersaal mit 100 Plätzen, den es sich mit dem ungarischen Staatstheater teilt.

## Beschreibung
Das Haus ist ein Repertoiretheater mit etwa 80 fest angestellten Mitarbeitern  mit einem Durchschnittsalter von 30 Jahren. Alle Vorstellungen finden in deutscher Sprache statt, teilweise mit rumänischer Simultanübersetzung, sowohl in Timișoara als auch in Regionen mit deutschsprachigen Gemeinschaften. Das Angebot erstreckt sich von Klassik und zeitgenössischer Dramatik über musikalische Stücke bis hin zu  Kinder- und Jugendtheater. Pro Spielzeit gibt es etwa 5 Premieren bzw. 80 Aufführungen.
Das DSTT wird durch die Stadt Timișoara bezuschusst. Projektförderungen erhält es ebenso durch das Institut für Auslandsbeziehungen e. V. Stuttgart, die Donauschwäbische Kulturstiftung des Landes Baden-Württemberg sowie durch weitere öffentliche und private Stellen aus dem In- und Ausland.
2005 wurde die Partnerschaft zwischen dem DSTT und der Badischen Landesbühne in Bruchsal abgeschlossen, mit Unterstützung durch den baden-württembergischen Innenminister Heribert Rech und die Donauschwäbische Kulturstiftung des Landes Baden-Württemberg. Der Austausch von Produktionen und Künstlern sowie auch weitere gemeinsame Projekte haben bereits beim Publikum im Banat wie in Baden-Württemberg großen Anklang gefunden. Im Herbst 2009 entstand erstmals eine Koproduktion der beiden Häuser.
2009 wurde die partnerschaftliche Zusammenarbeit des Deutschen Staatstheaters Temeswar mit der Badischen Landesbühne Bruchsal mit einem Betrag in Höhe von 20.000,00 Euro unterstützt. Die Mittel wurden einerseits zur Finanzierung eines Gastspiels des Deutschen Staatstheaters Temeswar in Bruchsal, anderseits zur Finanzierung einer gemeinsamen Inszenierung „Goethe.Lenau.Faust – Erkundung eines Mythos“ eingesetzt. Die Premiere in Temeswar fand am 2. Oktober 2009, die Premiere in Bruchsal am 4. Februar 2010 statt. Durch die institutionalisierte Zusammenarbeit zwischen dem Deutschen Staatstheater Temeswar und der Badischen Landesbühne Bruchsal erhält das DSTT die Chance sich als deutschsprachiges Theater im Donauraum grenzüberschreitend zu etablieren.
Das DSTT wird zu 87 Prozent vom rumänischen Staat finanziert, 13 Prozent des offiziellen Etats tragen Institutionen aus der Bundesrepublik wie das staatliche Institut für Auslandsbeziehungen und die Donauschwäbische Kulturstiftung.

## Geschichte
1753 boten sich  günstige Voraussetzungen für ein Theater in Temeswar. Große Zahlen von Beamten und deren Angestellte aus Wien, sowie Offiziere der Garnison aus Österreich und Deutschland, brachten ein großes Kulturbedürfnis mit sich. Anfangs wurden Wandertruppen, Stegreifkomödianten und andere Künstler aus Berlin, Wien und Pest nach Temeswar verpflichtet. 1757 wurde erstmals die Absicht  zur  Errichtung eines eigenen Gebäudes für ein deutsches Theater geäußert, das Komödienhaus am Domplatz. 1758 wurde aus städtischen Mitteln im Gebäude des serbischen Magistrats ein Theatersaal errichtet, der ausschließlich diesem Zweck dienen sollte. Seit 1772 fanden in Temeswar regelmäßig wöchentliche Veranstaltungen statt. Das Theater fand 1776 in dem 1761 erbauten Rathaus an der Stelle der heutigen Nikolaus Lenau Schule am Domplatz sein erstes Heim. Die Innenräume des Hauses wurden gänzlich für Theaterzwecke hergerichtet und fortan fanden regelmäßige  Aufführungen statt. Zum größten Teil wurden Stücke von deutschen Klassikern in den Spielplan aufgenommen.
Der Walzerkönig Johann Strauß Sohn gastierte öfters in Temeswar; 1796 fand hier eine Aufführung der Zauberflöte von Wolfgang Amadeus Mozart statt. Im September 1871 wurde der Grundstein für das neue Temeswarer Franz-Josef-Theater gelegt, welches am 22. September 1875 eröffnet wurde, ein das Stadtzentrum beherrschendes Bauwerk im italienischen Renaissancestil nach den Entwürfen des Wiener Architekturbüros Fellner & Helmer.
Im Gebäude des Theaters befand sich das Grand Hotel, ein als Redouta bekannter großer Festsaal, ein luxuriöses Restaurant, ein Kaffeehaus und ab 1902 ein Sommergarten.
Das Theater musste aber 1880 nach einem Brand völlig neu saniert werden. Als Folge der Magyarisierung wurde das früher hochangesehene Deutsche Theater in Temeswar 1899 geschlossen.
Die Temeswarer Deutsche Staatsbühne wurde am 1. Januar 1953 durch einen Erlass des Bukarester Ministerrates vorerst als deutsche Abteilung des Temeswarer Staatstheaters gegründet. Am  27. Juli 1953 wurde die festliche Eröffnung mit dem Stück Die Karlsschüler von Heinrich Laube, gefeiert.
1956 erlangte das Haus administrative Selbstständigkeit unter der Bezeichnung „Deutsches Staatstheater Temeswar“, die es auch heute trägt. Seit der Gründung wurden über 370 Inszenierungen produziert, das Theater spielte vor etwa 2,5 Millionen Zuschauern etwa 10.000 Aufführungen in fast allen Ortschaften mit deutscher Bevölkerung in Rumänien, sowie in der DDR, und nach 1989 in der Bundesrepublik Deutschland, in Österreich, Polen, Ungarn, Frankreich, Kroatien und Serbien.
Das Theater befindet sich heute nicht mehr im Hauptgebäude, sondern in der ehemaligen Redouta, mit dem Eingang in der Alba-Iulia-Straße. Das repräsentative Gebäude prägt heute das Zentrum von Timișoara und beherbergt Sprechtheater in drei verschiedenen Sprachen: Rumänisch, Deutsch und Ungarisch sowie die Temeswarer Nationaloper.

## Persönlichkeiten
Intendanten
- Karl Stelzer (1875–1891)[5]
- Emmanuel Raul (1891–1899)[6]
- Rudolf Chati (1953–1956)
- Johann Székler (1956–1971)
- Bruno Würtz (1971–1974)
- Hans Linder (1974–1983)
- Ildikó Jarcsek-Zamfirescu (1983–2001)
- Alexandra Gandi-Ossau (2001–2003)
- Ida Jarcsek-Gaza (2003–2007)
- Lucian Vărșăndan (2007–2017)

Schauspieler (Auswahl)
- Ottmar Strasser (1905–2004), Schauspieler
- Hans Kehrer (1913–2009), Schauspieler und Dramatiker
- Margot Göttlinger (1920–2001), Schauspielerin
- Helga Sandhof (1935–2013), Schauspielerin[7]
- Irmgard Schati (1921–1992), Schauspielerin
- Peter Schuch (1925–2002), Schauspieler
- Julius Vollmer (1927–2014), Schauspieler
- Alexander Ternovits (* 1929), Schauspieler
- Josef Jochum (1930–2017), Schauspieler
- Hadamut Martha Becker (* 1938), Schauspielerin
- Karin Decker (* 1939), Schauspielerin[8]
- Alexander Stefi (1953–2016), Schauspieler
- Colin Buzoianu (* 1979), rumänischer Schauspieler
- Alexandru Mihăescu (* 1980), rumänischer Schauspieler